# Merine
Merine è l'unica frazione di Lizzanello in provincia di Lecce. Situata nel Salento centro-settentrionale, dista 3 km dal centro del capoluogo comunale e si trova nelle immediate vicinanze della città di Lecce.

## Origini del nome
Le varie interpretazioni circa l'etimologia del paese, riconducono il toponimo al volgare fiorentino màrie, proveniente dall'araldico mera (luogo ameno, delizioso e di pastura) o al termine merinos (ottima razza di pecore spagnole).

## Storia

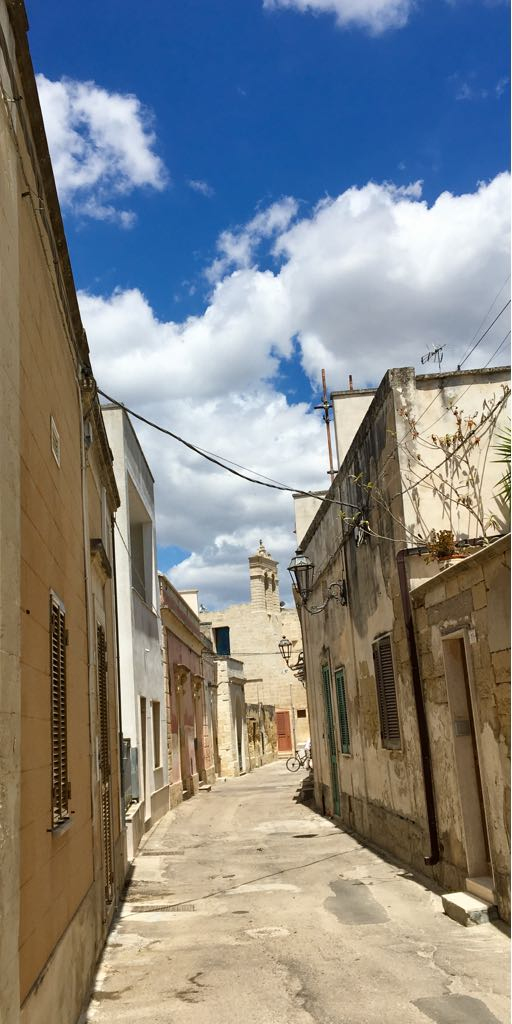
Centro storico (via Mentana)

Ad appena 3 km da Lecce, incontriamo la frazione di Merine, nel cui territorio esistevano i menhir scomparsi. Pare che Merine esistesse prima ancora di Lizzanello; si dice che la frazione sia sorta in epoca alto medioevale, intorno ad una grancia basiliana.  Merine fino al XIII secolo fu incorporata alla Contea di Lecce e fu infeudata nel 1353, ai Carovineis che la possedettero sino al XV secolo. In quel tempo il luogo era soggetto, per la giurisdizione civile e penale, al Vescovo di Lecce. Il casale passò ai Montenegro e, nel 1613, ai Palmieri, che lo acquistarono per 20.500 ducati. Costoro furono signori del luogo fino all'800, ossia fino all'evasione della feudalità. A Merine, oltre le abitazioni a corte, esistono moderne costruzioni.
Il centro storico ha l'aspetto di un agglomerato rurale, costituito da casupole realizzate con muratura irregolare e con il tetto a spiovente coperto da embrici. Gli ambienti di queste case contadine, all'esterno dipinte di bianco, sono angusti. Inoltre la struttura urbanistica della frazione di Lizzanello gravita intorno a masserie e ad altre costruzioni fortificate, che ora sono state totalmente assorbite dall'abitato. Evidentemente si tratta di dimore occupate dai ceti elevati dell'epoca, con la funzione di proteggersi in qualche modo dai briganti e dalle incursioni saracene e piratesche, provenienti dal mare fino a tutto il XVIII secolo.

## Monumenti e luoghi d'interesse

### Architetture religiose

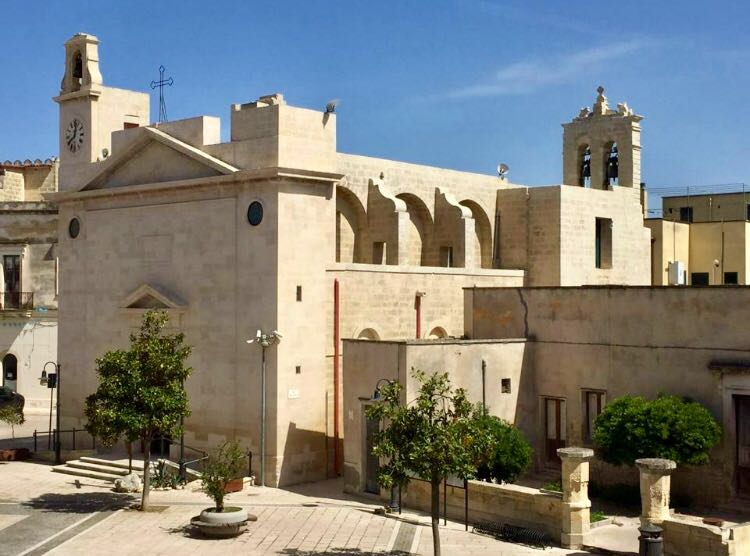
Chiesa Rettoriale di S. Maria delle Grazie e piazza Maria SS. Assunta

#### Chiesa Rettoriale di S. Maria delle Grazie
Dedicata a Santa Maria delle Grazie è la Chiesa Madre del paese, risale al 1641 ma fu rifatta nel 1878. Essa sorge al centro del paese nell'area di una precedente costruzione che, nella metà dell'Ottocento, era ridotta in pessimo stato.

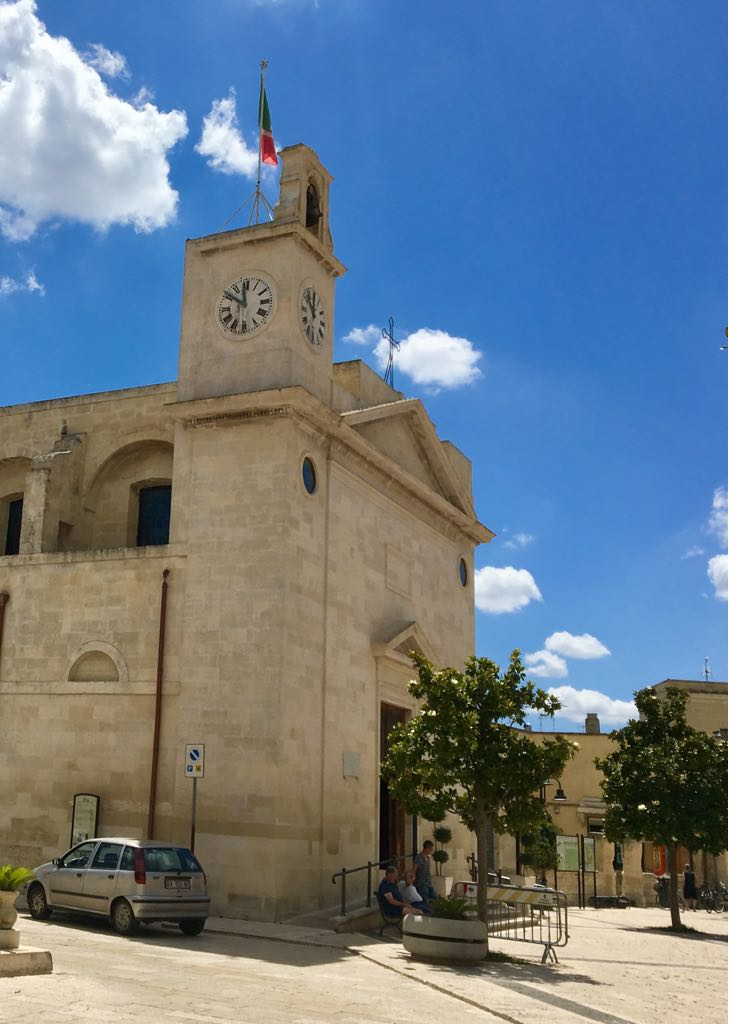
Chiesa Madre e orologio bifronte del 1883

Si presenta con una sobria facciata in pietra leccese terminante con timpano triangolare, tipico dello stile neoclassico, e con una torre dell'orologio.

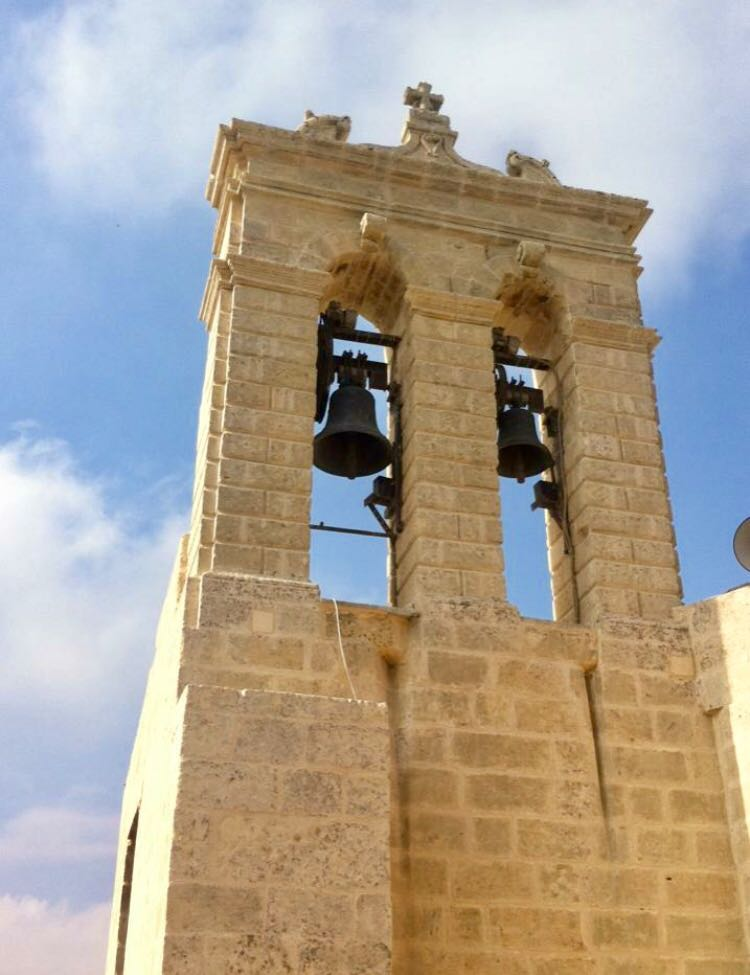
Campanile della Chiesa S. Maria delle Grazie

Prima di accedere al tempio occorre ammirare l'artistico portale ligneo, realizzato nel 1983, in occasione dell'Anno Santo, e che lo scultore di Surbo Paolo Lani impreziosì con artistiche formelle in rame sbalzato che nelle fasce laterali raffigurano i mestieri dell'ormai tramontato mondo contadino del Salento, mentre al centro appaiono scene evangeliche che hanno per protagonisti la Vergine e Gesù, nonché la storia della Fascia. Nella parte superiore del portale due riquadri alludono ai titoli mariani più venerati a Merine: Santa Maria delle Grazie e Maria SS. Assunta.
L'interno, a croce latina, misura in lunghezza m. 23,30 e in larghezza m. 7 nella navata e m. 14,50 nel transetto e ospita alcuni altari laterali e un altare maggiore caratterizzato da un particolare tabernacolo ligneo (XVII secolo, opera di Fra Giuseppe da Soleto), a due piani con semicupoletta ottagonale terminante con una croce. L'altare maggiore e il tabernacolo ligneo provengono da Lecce, dalla ex chiesa di S. Maria del Tempio convertita in caserma detta prima del "Tempio" e poi nel 1905 intitolata ad Oronzo Massa.
Lungo il lato destro della navata troviamo la Cappella che ospita l'opera in cartapesta di G. Manzo raffigurante la Vergine Addolorata e il simulacro di Cristo Morto. La seconda cappella dedicata ai SS. Medici possiede una tela dei titolari. La terza cappella è dedicata alla Madonna del Rosario, raffigurata da una tela di buona fattura, di autore ignoto, ma assegnabile al XIX secolo, recentemente restaurata.
Nel braccio di sinistra del transetto vi è l'altare in pietra leccese, dedicato all'Assunzione di Maria Vergine, che appare effigiata da una tela del 1878. Accanto, prima della nicchia che ospita la statua della Vergine Assunta, notiamo un ex voto costituito da una tavola lignea di cm. 59x26, che in bassorilievo raffigura l'Assunta e in basso un soldato che prega. L'opera, che fu realizzata dal siciliano Giovanni Errico nel 1942, nel 1946 dai reduci merinesi, i cui nomi sono incisi sulla facciata posteriore, fu donata alla Parrocchiale. Essi con migliaia di altri prigionieri della seconda guerra mondiale, dagli inglesi erano stati internati nel campo di Zonderwater, a circa 43 km da Pretoria, in Sudafrica, dove subirono tante sofferenze.
Nel braccio destro del transetto incontriamo l'altare, in conglomerato di gesso e stucco dedicato a S. Vito, con tela del titolare, recentemente restaurata, nonché le nicchie con le statue di S. Rita e dell'Immacolata.
Nel presbiterio troviamo la nuova mensa liturgica, per realizzare la quale venne abbattuto l'antico e monumentale Altare Maggiore i cui pezzi mancanti, dopo varie peripezie e contestazioni, ora provvisoriamente sono custoditi nel Seminario Arcivescovile di Lecce.
Sopra l'antico Altare Maggiore poggia l'artistico tabernacolo ligneo, di cui si è accennato innanzi, e sui capitelli laterali dello stesso appaiono due angeli portafiamma in cartapesta, offerti nel 1941 dalle tabacchine di Merine, che avevano devoluto una giornata di salario.
Nel lato di sinistra della chiesa vi è la Cappella del Sacro Cuore di Gesù, con simulacro in cartapesta. Indi la Cappella delle Anime Sante del Purgatorio che si dota di un altorilievo in cartapesta raffigurante la Madonna del Carmine e le anime supplici. L'ultima cappella di questo lato ospita il Battistero, con moderne raffigurazioni pittoriche del battesimo di Gesù ed altre scene allegoriche.
Sul retrospetto della chiesa è conservato un piccolo organo del 1783, ben conservato e di recente restaurato, opera di Francesco Giovannelli.
L'antica croce processionale costituisce un altro prezioso arredo della Parrocchiale di Merine. L'opera realizzata dal leccese Francesco De Matteis nel 1587, è in rame sbalzato e dorato, e reca la firma dell'autore. Il globo che regge la croce, invece venne realizzato, con motivi fitomorfi, dal merinese Poleta Quarta, che pure firmò il suo manufatto.
La chiesa possiede, infine, un bellissimo Crocefisso in cartapesta che era posto sul lato destro del presbiterio. L'Opera, che è una vera rarità artistica, venne realizzata nel XVIII secolo da Pietro Surgente di Lecce e rappresenta il Christus Patiens, ossia sofferente, agonizzante, secondo i dettami scaturiti dal Concilio di Trento. Questo Crocefisso il 18 settembre 1994 venne esposto nel corso della solenne concelebrazione eucaristica presieduta da Papa Giovanni Paolo II nello stadio di Lecce.

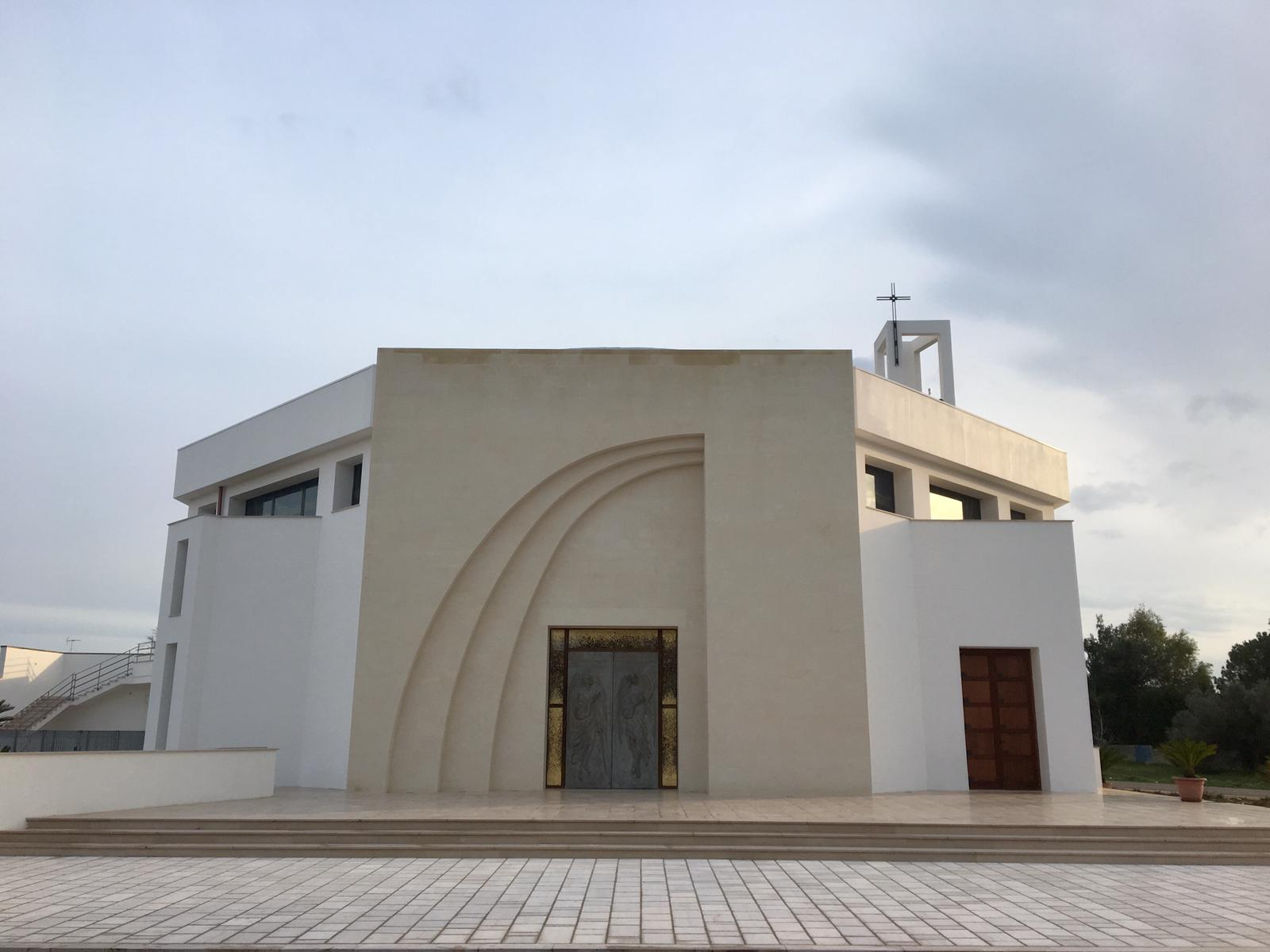
Chiesa Parrocchiale di San Giovanni Paolo II

#### Chiesa Parrocchiale di San Giovanni Paolo II
Il 16 ottobre 2018, giorno in cui ricorreva il 40° anniversario dell’elezione di Karol Wojtyla a papa, la nuova chiesa parrocchiale di Merine è stata dedicata proprio a san Giovanni Paolo II; la prima in assoluto nell’Arcidiocesi di Lecce.
Era stato l'arcivescovo Cosmo Francesco Ruppi, l’11 Novembre 2007, a collocare la prima pietra, benedetta da Papa Benedetto XVI, su un terreno donato dalla sorelle Magliola.

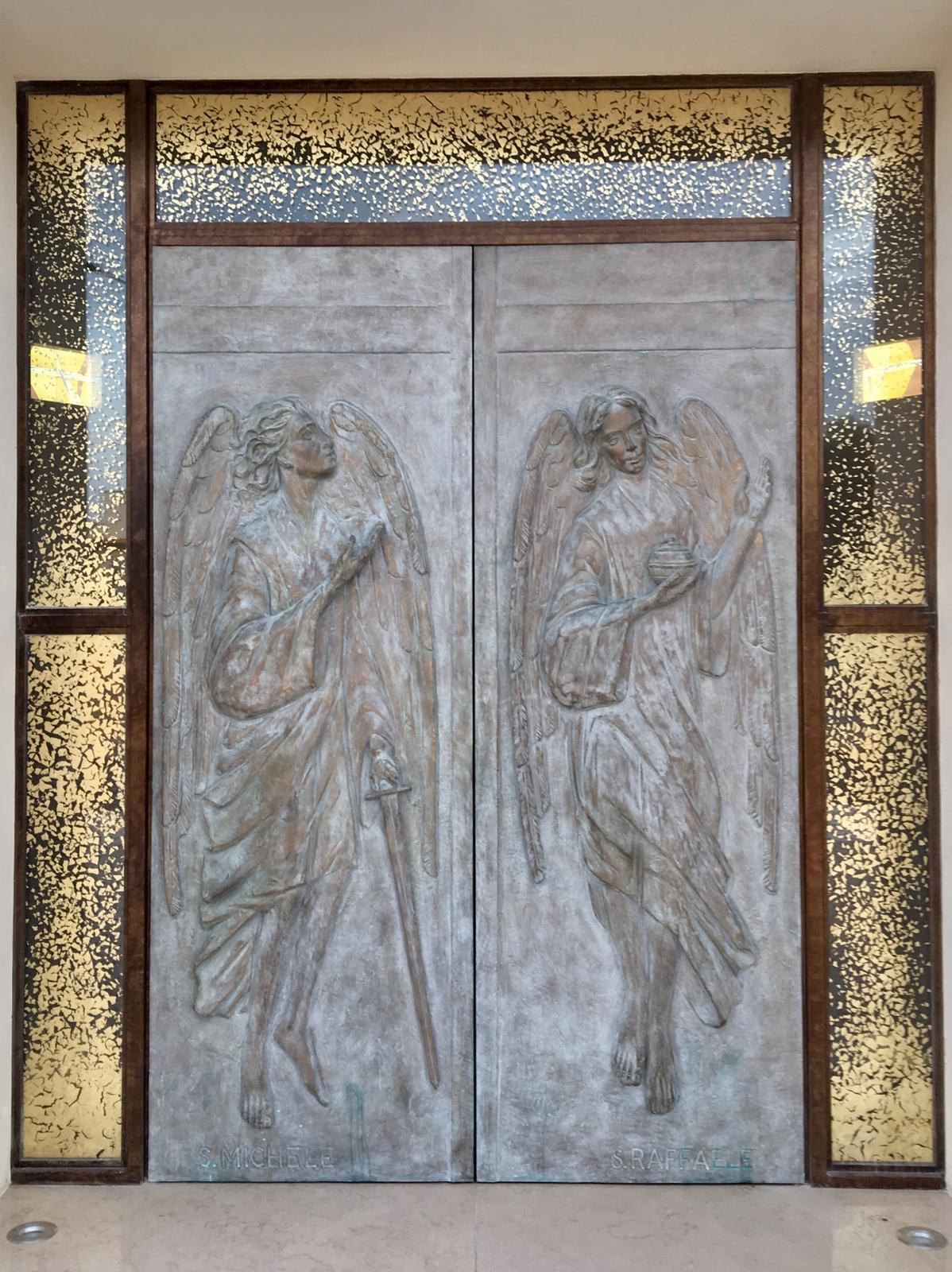
Chiesa di S. Giovanni Paolo II - Portone in bronzo

Del progetto iniziale, affidato ad Antonio Russo, è rimasta solo la pianta ottagonale e l’impostazione di base.

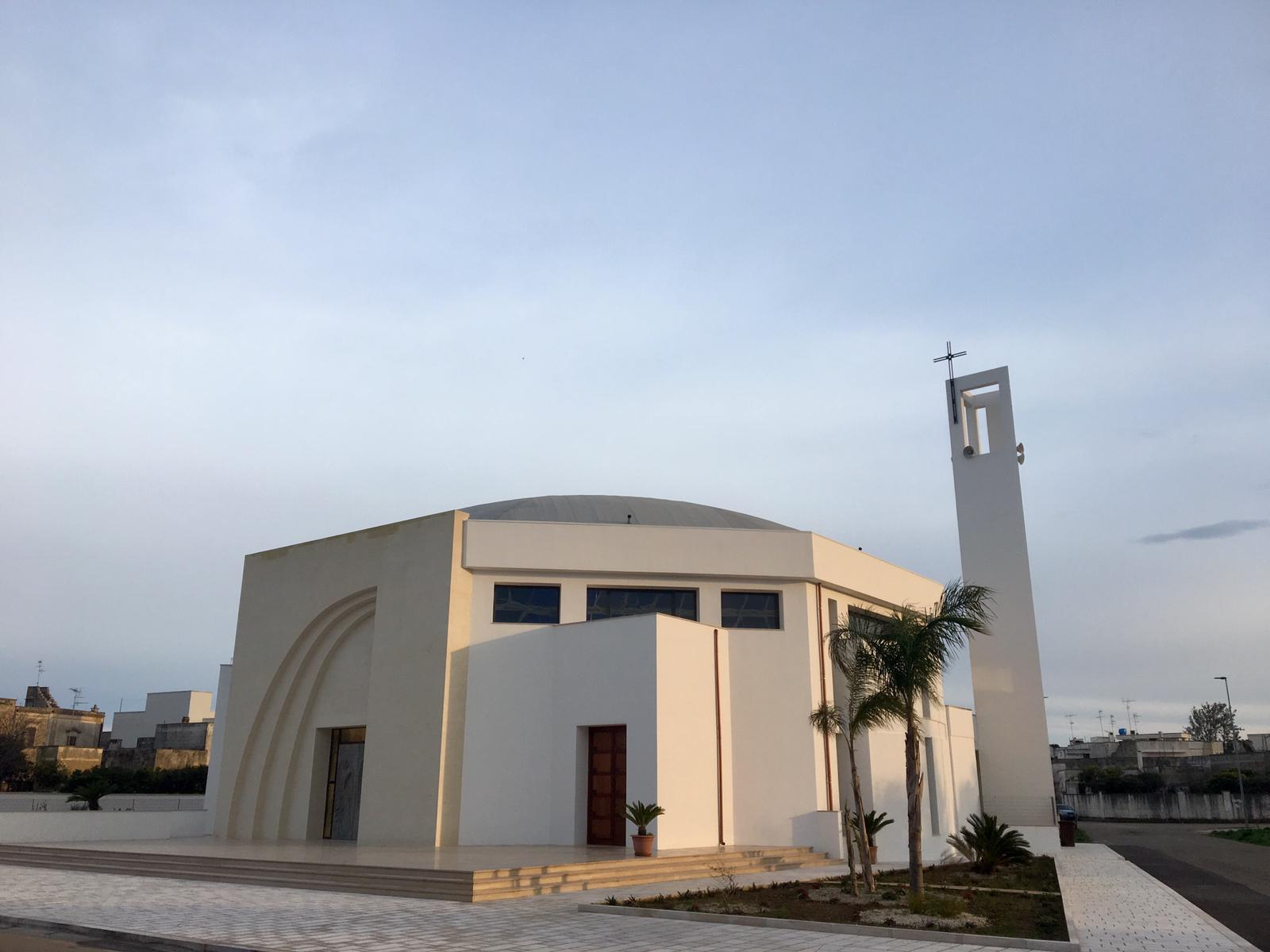
Chiesa di S. Giovanni Paolo II - Facciata laterale e Campanile

Col passare del tempo e, a seguito delle indicazioni dell’arcivescovo Domenico Umberto D’Ambrosio, succeduto a Ruppi, e della progettazione dell’architetto Raffaele Parlangeli, sono state apportate alcune modifiche che hanno contribuito a rendere ancora più armoniosa l’intera aula liturgica.
Al maestro Poli di Verona è spettata la realizzazione delle vetrate, il portone in bronzo e il mosaico del pavimento; mentre, al maestro Michele Carafa sono attribuite le opere marmoree che costituiscono l’altare maggiore, la sede liturgica, l’ambone e l’altare del SS. Sacramento, già da lui realizzate per la Cappella del Nuovo Seminario di Lecce e che, poi, ha provveduto a ricollocare nella nuova Chiesa di Merine.
La ditta Luigi Giannone, infine, ha realizzato l’intera opera, che il 16 Ottobre 2018, è stata consegnata nelle mani dell’Arcivescovo Metropolita di Lecce, mons. Michele Seccia, il quale attraverso una Solenne Celebrazione liturgica e con il suggestivo rito di dedicazione della Chiesa e di consacrazione dell'altare, ha affidato il nuovo tempio all’intera comunità di Merine.

#### Chiesa di Maria SS. Assunta (o di San Vito)

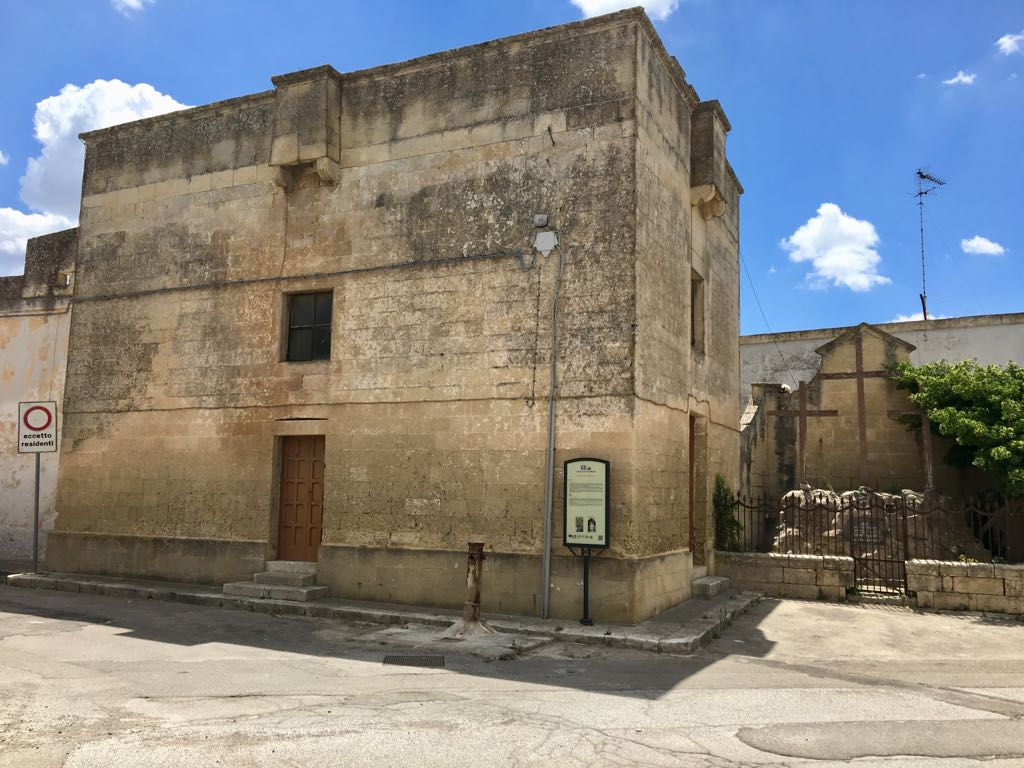
Chiesa di Maria SS. Assunta

La Chiesa di Maria SS. Assunta è il tempio più antico di Merine e si assegna al XV-XVI secolo in virtù delle inequivocabili strutture architettoniche che la contraddistinguono. Essa, infatti, in corrispondenza dei due ingressi, quello frontale e quello a destra, dove poi in epoca posteriore è sorto il Calvario, possiede le piombatoie, il che vuol dire che in caso di pericolo i fedeli che ivi si trovavano o si rifugiavano, salendo sulle terrazze versavano liquidi bollenti sugli assalitori.
La Cappella, che fu l'originaria parrocchiale di Merine, è detta pure di S. Vito per la statua del Santo che ivi si conservava. Questo piccolo tempio, che i merinesi conoscono anche come chiesa ecchia venne restaurato nella seconda metà del '900 alla struttura originaria, compromessa da non poche manomissioni nel corso dei secoli. Nel 1960, nel corso di alcuni lavori, fu scoperta una absidiola di cui si ignorava l'esistenza in quanto il terriccio ed una pala di tela settecentesca raffigurante il transito della Vergine, l'avevano occultata.
Si rinvennero, quindi, affreschi raffiguranti la Crocifissione, con S. Giovanni, la Vergine e le pie donne. Più in basso apparvero le immagini di S. Gregorio e di S. Ludovico da Tolosa, la cui fattura, probabilmente del XV secolo, rammenta per tanti aspetti i dipinti che illustrano la chiesa di S. Caterina, a Galatina, ed il tempietto di S. Stefano, a Soleto. Indi, nello stesso ambiente, apparve affrescata una Vergine col Bambino.
La chiesetta dell'Assunta, di circa 65 m², con volta a botte, nel 1965 è stata restaurata con il contributo dello Stato, del Gen. Marco Bianco e con le offerte dei fedeli.
Essa appartiene al tardo medioevo, alla cui epoca risalgono, probabilmente, l'originaria chiesa parrocchiale, intitolata a S. Maria delle Grazie, e quella del Crocifisso.
La Cappella di Maria SS. Assunta è una delle poche costruzioni sacre fortificate che si trovano in Salento.
Questo tempio, poi, possiede un altare barocco ben conservato, ai cui lati, scolpite in pietra leccese appaiono le statue di S. Oronzo e di S. Irene da Tessalonica, assegnabili alla fine del Seicento.
Lo stemma dei Palmieri di Merine, che sormonta il fastigio dell'altare, ci induce a supporre la devozione dei baroni del luogo per la Vergine Assunta.

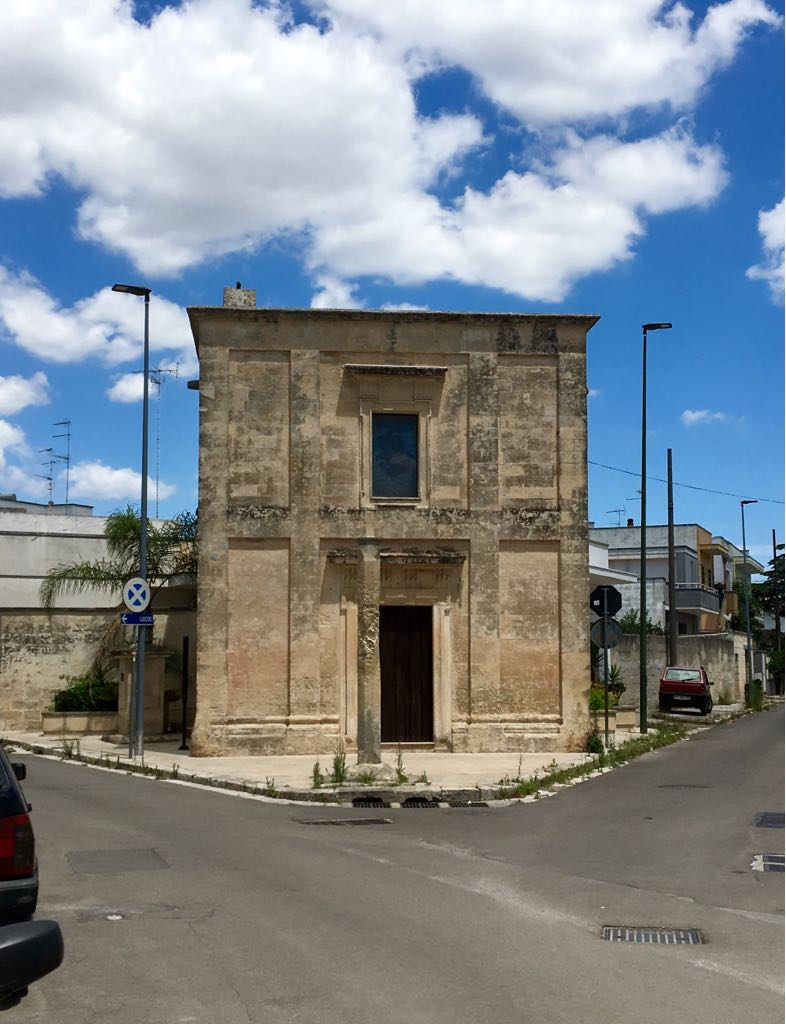
Cappella di S. Maria di Costantinopoli

Un tempo la chiesetta, oggi aperta al culto, doveva essere tutta affrescata nel proprio interno, tant'è che sulle pareti ancora si intravedono frammenti di varie raffigurazioni, oltre a quelle già citate nell'abside.

#### Cappella di S. Maria di Costantinopoli
Secondo la tradizione i merinesi vollero questa chiesetta per ringraziare la Vergine che li aveva salvati dalle aggressioni dei turchi.
La Cappella, di forma quadrangolare, ha di fronte al portale sul un piccolo Osanna. Nel suo interno un arco a tutto sesto divide lo spazio in due ambienti, quello che ospita i fedeli e quello dove è collocato l'unico altare. Un quadro della Vergine di Costantinopoli campeggia sull'altare, ma di questo dipinto non si conosce né l'autore né l'epoca in cui venne realizzato, sicché si suppone che appartenga al tardo Settecento. Questo dipinto raffigura la protezione della Madonna per le genti del luogo. Essa brandisce un fulmine e si scorge una nave turca che fugge. In basso, a sinistra, la costa salentina, e proprio sul limite della terraferma alta e rocciosa appare una chiesa, probabilmente simbolo della cristianità protetta dai suoi intercessori, la Vergine innanzitutto.
Altri arredi sacri di questa Cappella sono costituiti da una Statua in cartapesta della Vergine col Bambino, opera di un anonimo cartapestaio leccese del XIX secolo e da un piccolo Crocefisso ligneo
Tempietto de Li Lei 

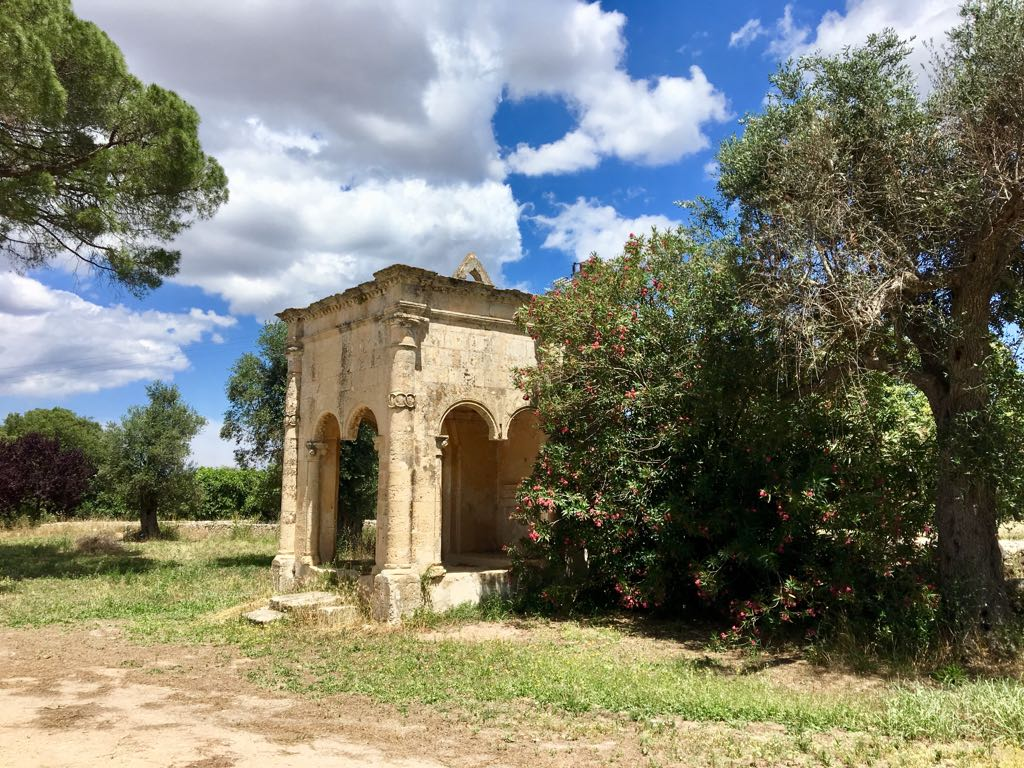
Tempietto de Li Lei (dopo l'asportazione delle colonne)

Nella campagna, a circa 3 km dal centro abitato, vi è una cappelletta, di circa 20 m², costruita di fronte alla masseria detta "Li Lei", che dà il nome al vicino boschetto ed alla cappelletta che sorge in uno spiazzo.
Il tempietto, a struttura quadrangolare, è aperto a tre lati da bifore, mentre il lato ovest risulta chiuso in quanto contiene i resti di un piccolo altare.
Presumibilmente del XIX secolo, il tempietto de "Li Lei" ha subito nel tempo più restauri, ma lo stile, semplice ed elegante, richiama il gusto architettonico tardo-medioevale.
Il tempietto, essendo isolato nelle campagne, purtroppo, è facile preda dei male intenzionati. Infatti, alcuni anni fa, il piccolo altare del luogo sacro è stato distrutto e le colonne (che reggevano il peso della costruzione superiore) sono state trafugate. Prima che il tutto rovini, occorrerà ricostruire le colonne e restituire così il tempietto alla sua integrità.

#### Altre chiese
- Cappella di Sant'Oronzo, chiesetta rurale sconsacrata, ormai un rudere, ma che un tempo appariva dotata di un altare con la tela raffigurante il Santo. Incavata in un muro di cinta troviamo rovinatissima e con qualche traccia di affresco, la nicchia dedicata alla Vergine del Rosario;
- Cappella del Crocifisso, adiacente al palazzo baronale e presumibilmente coeva alla Cappella dell'Assunta, era già in decadenza nella seconda metà dell'Ottocento. Lo stabile è di proprietà della famiglia Palmieri-Magliola, ed è oggi destinato ad usi civili.

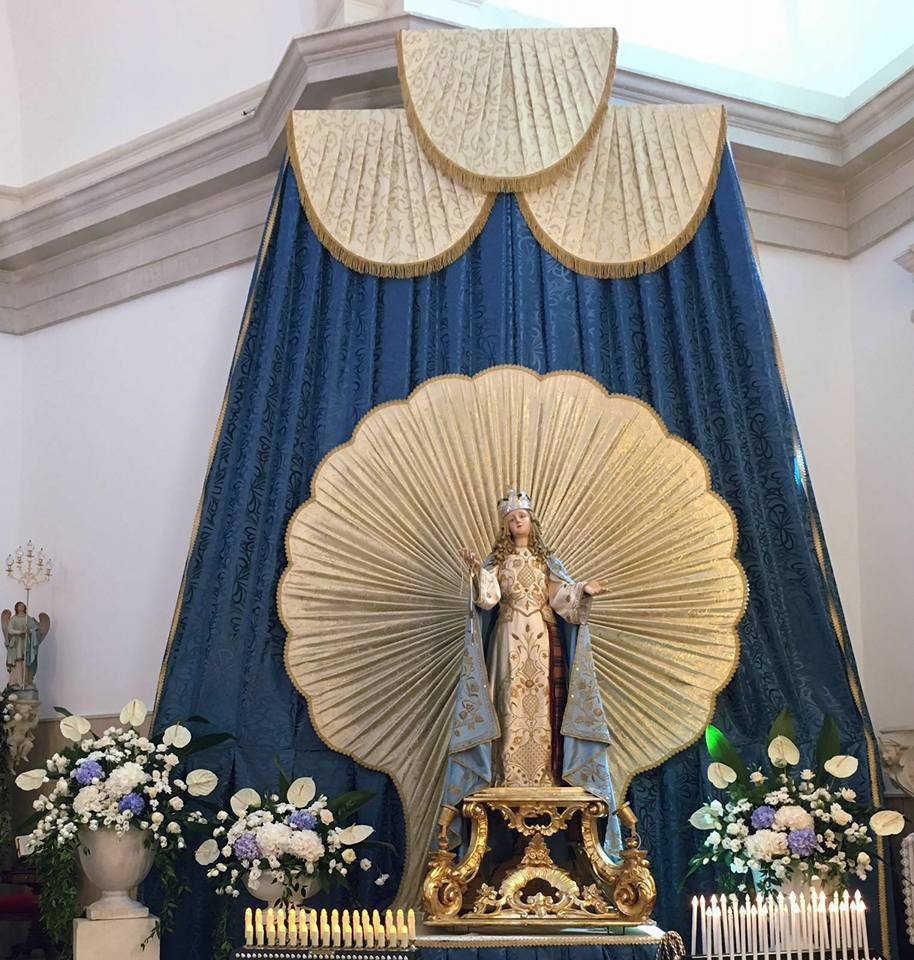
Merine, 15 agosto 2016. Solenni festeggiamenti in onore della patrona del paese, la Vergine Assunta in Cielo

### Statua della Beata Vergine Maria Assunta in Cielo, patrona di Merine
Forse degli inizi del XIX secolo, è la statua della Vergine Assunta, che per fattura e tipologia si assegna ad un cartapestaio leccese, abilissimo nel modellare la cartapesta.
Per le delicate sembianze che possiede, la gente definisce la statua Madonna beddhra, la Madonna bella; preziosamente vestita, questa statua indossa abiti preziosi ed è cinta da una fascia, di fattura orientale, di seta intessuta con l'oro, di epoca molto antica, intorno alla quale la pietà popolare e l'immaginario collettivo dei merinesi, ha tramandato una leggenda. La fascia fu donata da una principessa turca al suo amato Oronzo di Merine, fatto schiavo dai turchi in una delle tante incursioni di quel tempo. Egli venne portato dal sultano che lo prese in simpatia e lo tenne in casa dove nacque l'amore con la figlia. Grazie alla sua fede Oronzo riuscì a convertire la principessa al culto della Madonna, ma quando il sultano scoprì il loro amore li ostacolò e i due cercarono di scappare ma vennero inseguiti da una flotta con la mezzaluna. Fu allora che la principessa disse ad Oronzo di scappare da solo e dandogli la fascia gli disse di votarsi alla Madonna che l'avrebbe protetto. Infatti, una tempesta fece ritirare la flotta del sultano ed Oronzo sbarcando a San Cataldo tornò a Merine e mise la fascia (come promesso all'amata) sul fianco della Vergine.

### Architetture civili

#### Palazzo Palmieri-Magliola

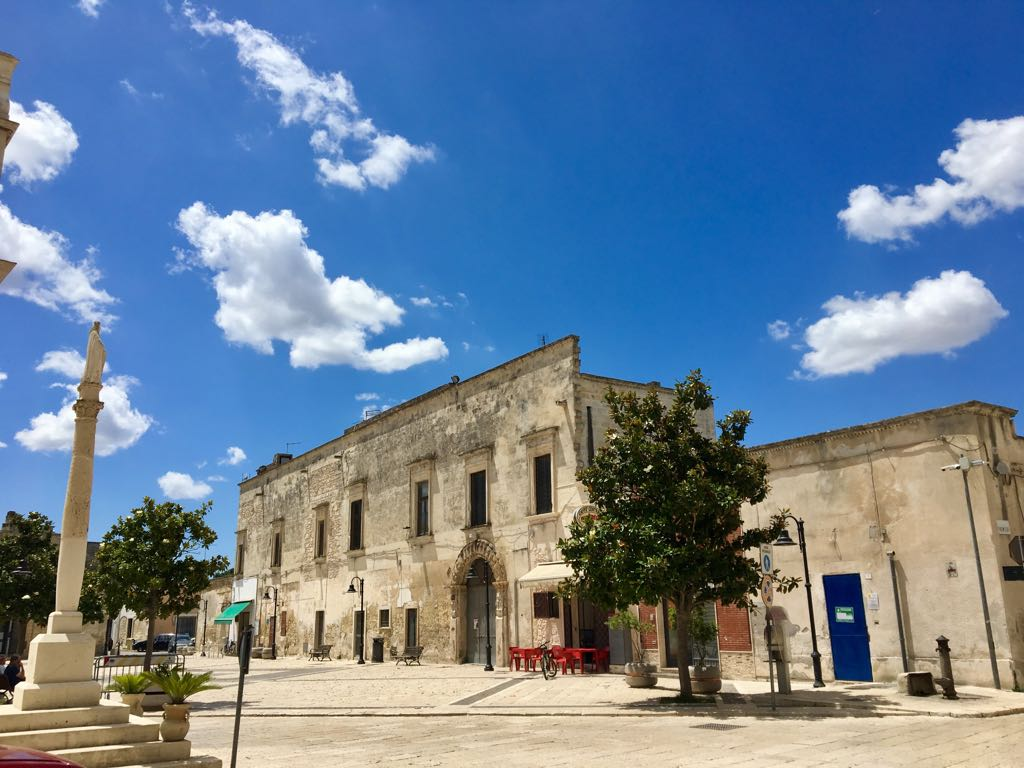
Palazzo Baronale Palmieri-Magliola

Il Palazzo Baronale di Merine, sorse nell'area di una precedente costruzione feudale tra il XVI e il XVII secolo ad opera dei baroni Palmieri. Questo imponente palazzo, dotato di tanti ambienti che in un certo senso lo rendevano autosufficiente, era sicuramente guardato con timore e rispetto dai sudditi del barone.
Oggi l'edificio, che discretamente si conserva, è conosciuto come Palazzo Palmieri-Magliola, e ciò perché, la baronessa Antonia Pamieri ultima discendente della sua famiglia, aveva sposato l'ingegnere Giuseppe Magliola.
La costruzione, già nel tardo Ottocento, era in decadenza ed esso ospitò, fino agli anni Cinquanta del secolo scorso, una fabbrica di tabacco. Restò chiusa per molti anni sconosciuta ai merinesi, ma essendo divenuta proprietà del Comune di Lizzanello, furono avviati restauri e furono tra l'altro così scoperte interessanti pitture parietali, per tanto tempo ignorate in quanto occultate da strati di pittura. Il palazzo per la prima volta venne aperto al pubblico durante la "Sagra te lu Ranu" del 2007 che, per tradizione, a Merine si organizza nella seconda settimana di luglio.

#### Abitazione fortificata di via Lizzanello, già di proprietà Capelluti

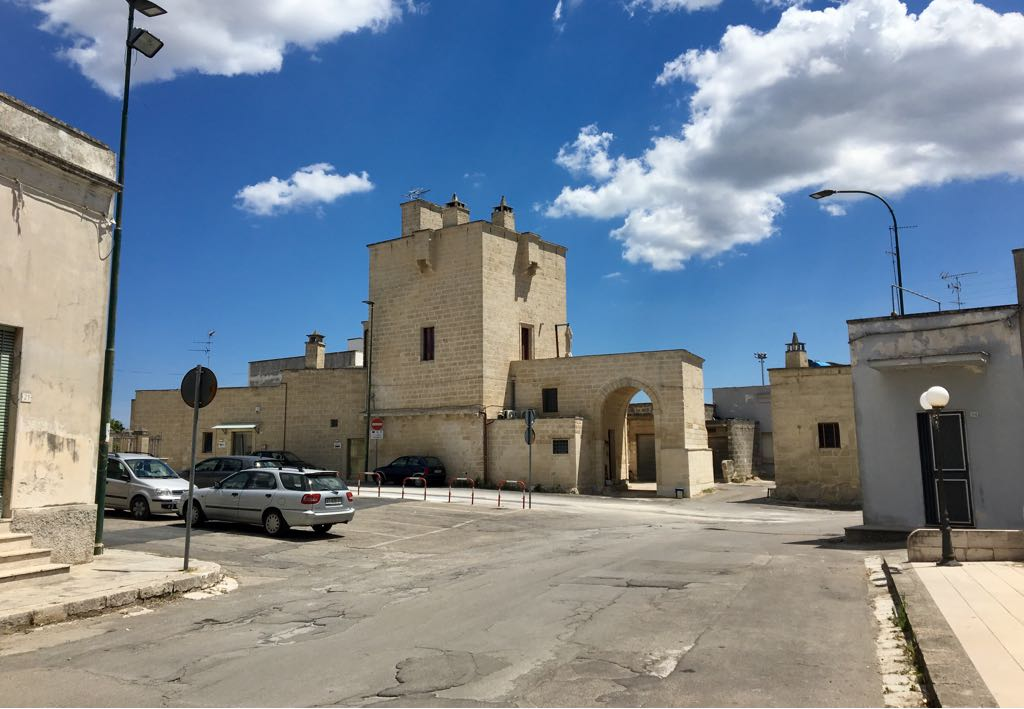
Torre Linciano - Merine

La masseria, al primo piano, si dota di una camera da letto con la volta riccamente affrescata con motivi floreali, con scene dell'Antico e Nuovo Testamento, e da bozzetti paesisti che rappresentano momenti di vita salentina.
L'edificio, che si assegna alla fine del XVII secolo, probabilmente dovette essere costruito e abitato da un ecclesiastico, data la prevalenza delle scene sacre delle illustrazioni pittoriche.

#### Altre abitazioni fortificate
- Masseria, detta "Lu Panareo", che sorge in via Montenegro;
- Abitazione fortificata di via Montenegro, di proprietà Linciano.

### Monumenti

#### Lu Sannàdi piazza Maria SS. Assunta

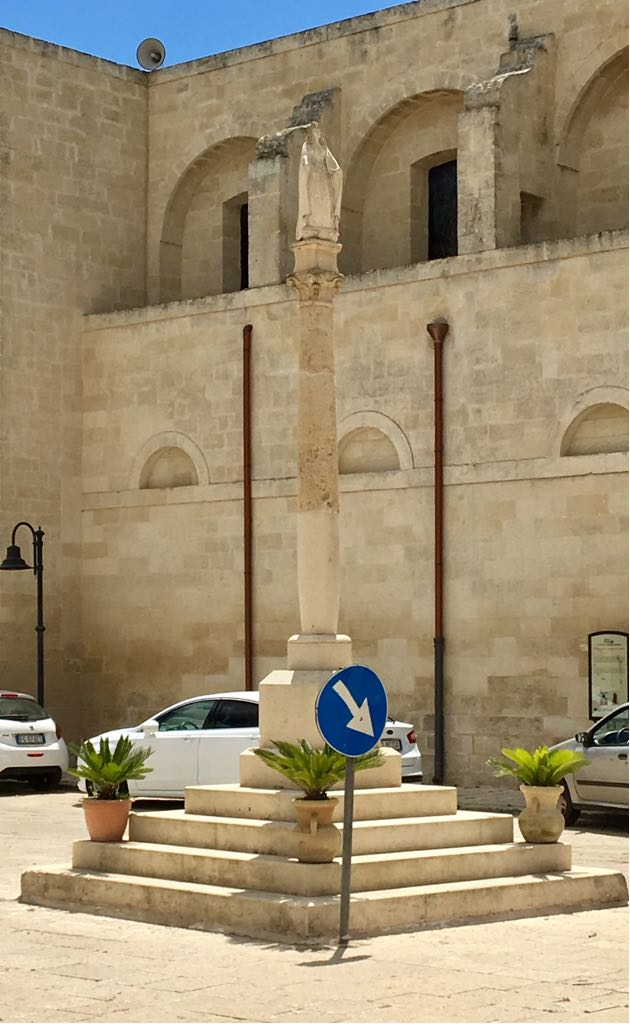
Lu Sannà

Lu Sannà, termine dialettale che indica l'Osanna, è una colonna monolitica in pietra leccese, a sezione circolare, che sorge a pochi metri a sinistra dalla Parrocchiale e sulla cui sommità è posizionata una piccola statua di Maria SS. Assunta.
Probabilmente del tardo XVIII secolo, Lu Sannà crollò frantumandosi durante alcuni lavori di manutenzione il 9 ottobre 1979. Poco tempo dopo il monumento venne restaurato ma, mentre la base originaria era a gradoni decrescenti, questa volta si pensò di realizzare una struttura circolare, invero brutta, e di ciò se ne dolse la gente che volle il ripristino della base così com'era l'originale.
Ciò avvenne con il restauro del 2007 e, intanto, si era provveduto a rifare la statuetta della Vergine, con le sembianze dell'Assunta, consolidate dall'iconografia, sostituendo così il vecchio simulacro poco espressivo.
Un'antica usanza è legata a questo Osanna, intorno al quale da tempo immemorabile compiono un giro i cortei funebri.

#### L'Osanna antistante la Cappella di S. Maria di Costantinopoli
Di dimensioni più piccole e di fattura più modesta del precedente è l'Osanna che si erge sul sagrato della Cappella della Vergine di Costantinopoli. Anche questa colonna, in pietra leccese, come la croce che la sovrasta, dovrebbe risalire al XV secolo.

## Società

### Evoluzione demografica
Il censimento del 2011 ha rilevato che il numero di abitanti del paese è di 4785 unità. Nei territori limitrofi di Merine (uniti al paese) vi sono gli agglomerati di Zona Erchie Piccolo (85 abitanti) e Zona Marangi (134 abitanti) (dati Istat). Negli ultimi anni il paese ha avuto un notevole incremento demografico dovuto alla vicinanza con la città di Lecce.

### Lingue e dialetti
Il dialetto parlato a Merine è il dialetto salentino nella sua variante centrale che corrisponde al Dialetto Leccese. Il dialetto salentino si presenta carico di influenze riconducibili alle dominazioni e ai popoli stabilitisi in questi territori che si sono susseguite nei secoli: messapi, greci, romani, bizantini, longobardi, normanni, albanesi, francesi, spagnoli.

## Cultura

### Istruzione

#### Scuole
Esistono a Merine una scuola dell'infanzia; una scuola primaria; una scuola secondaria di I grado.

### Eventi
Solenni festeggiamenti si svolgono in onore della Vergine Assunta nelle giornate del 14 e 15 agosto. Altre feste minori, sempre con processioni e luminarie, quelle di S. Vito, di S. Antonio e di S. Luigi. Dal 1993 nel mese di luglio si svolge la "Sagra te lu Ranu" (Sagra del Grano), una manifestazione gastronomica organizzata dall'unica parrocchia del paese "Santa Maria delle Grazie".

## Sport

### Calcio
La principale squadra di calcio della città è l'A.S.D. Merine Calcio che milita nel girone A leccese di 3ª Categoria.
Squadre minori che militano nei vari campionati Amatori sono: A.C. Amatori Merine, Real Salento Merine e Gioventù Merine.